# Gert Lahousse

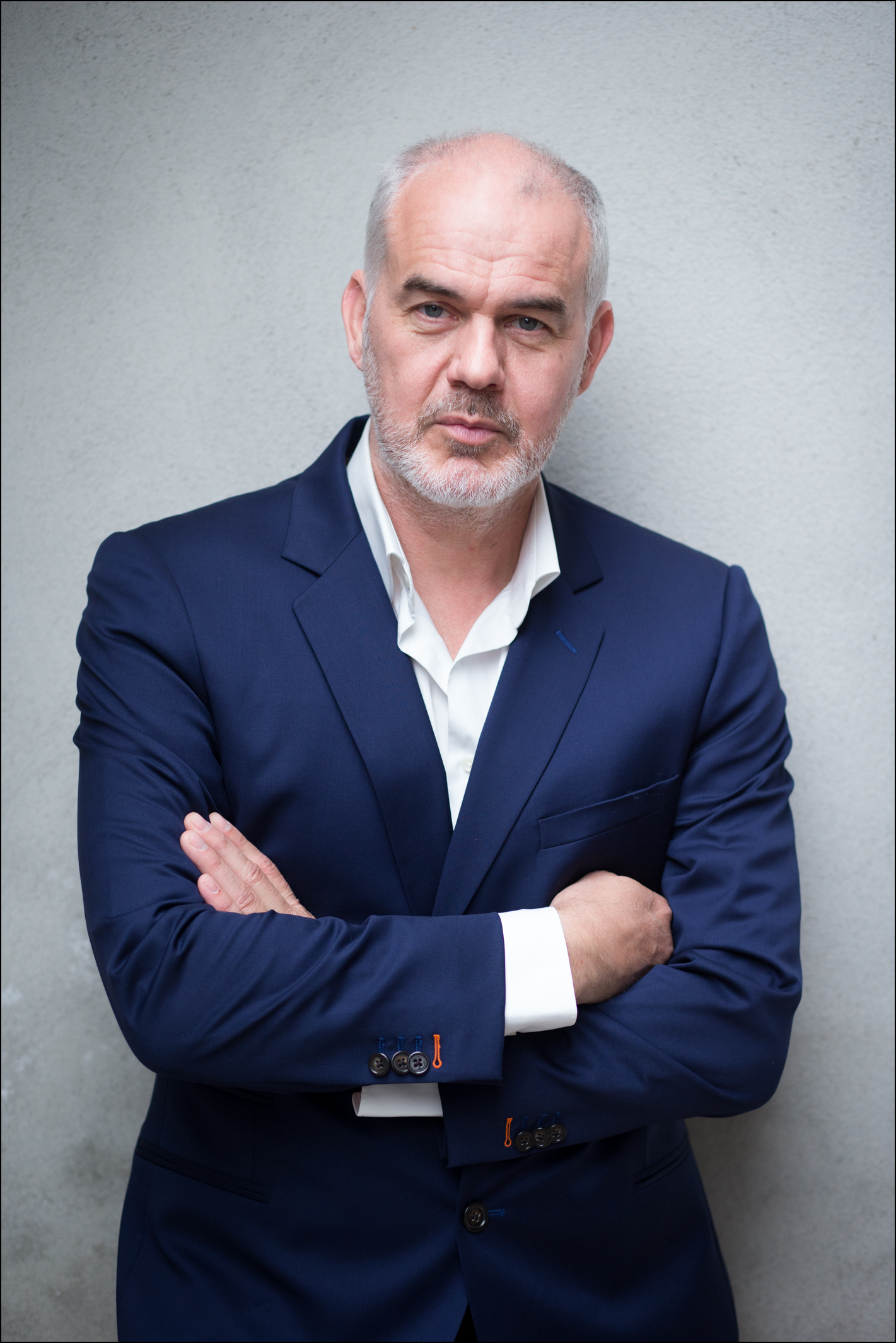
Gert Lahousse

Gert Lahousse (Amberes, 20 de marzo de 1966) es un actor belga. Se graduó en 1992 en el Studio Herman Teirlinck. Ha participado en varias películas y teleseries flamenca. También ha dirigido en la Ventana de Teatro, Teatro de Cámara, Teatro del Polo Sur, BAFF. Gert está casado con la actriz de origen flamenco Katrien Vandendries, juntos tienen dos hijos, un niño y una niña.

## Filmografía
- Ad Fundum (1993) - Coco
- Wild is the wind (1993)
- Zomerrust (1993) - Cois
- 1/ (1993)
- Max (1994) - attractieman
- Marie Antoinette is niet dood (1995)
- Ons geluk (1995) - Dokter Priestman
- Heterdaad - Steve Hoste
- Thuis (1996-1997) - Neil Feyaerts
- Terug naar Oosterdonk (1997) - Rudy
- Windkracht 10 (1997) - Mark
- Hof van Assisen (1998) - Luc Walraeve
- A white lie (1999)
- Shades (1999) - Peter
- Recht op Recht (2000) - Steels
- Spoed (2000-2006) - Bob Verly
- Chris & Co (2001)
- Koffie verkeerd (2003)
- F.C. De Kampioenen (2004) - Giovanni, broer van Roberto
- Witse (2005) - Frank Swinnen
- De Wet volgens Milo (2005) - Patrick Vermegen
- Broadcast (2005) - Lars
- De Hel van Tanger (2006) - Agent in burger
- Thuis (2008) - Rudy De Moor
- Zone Stad (2008) - Rik Voners
- Flikken (2008)  - Ward Willinck
- Code 37 (2011)

- Datos: Q4843419
- Multimedia: Gert Lahousse / Q4843419